# Ungern i olympiska sommarspelen 2008
Ungern i olympiska sommarspelen 2008 bestod av 171 idrottare som blivit uttagna av Ungerns olympiska kommitté.

## Bordtennis
- Huvudartikel: Bordtennis vid olympiska sommarspelen 2008
- Singel, herrar

| Idrottare   | Gren   | Grundomgång          | Omgång 1                                                            | Omgång 2                                                | Omgång 3             | Omgång 4             | Kvartsfinal          | Semifinal            | Final                |
| Idrottare   | Gren   | Motståndare Resultat | Motståndare Resultat                                                | Motståndare Resultat                                    | Motståndare Resultat | Motståndare Resultat | Motståndare Resultat | Motståndare Resultat | Motståndare Resultat |
| ----------- | ------ | -------------------- | ------------------------------------------------------------------- | ------------------------------------------------------- | -------------------- | -------------------- | -------------------- | -------------------- | -------------------- |
| János Jakab | Singel |                      | Patrick Chila (FRA) W 4-3 7-11, 10-12, 9-11, 11-7, 11-1, 11-8, 11-9 | Christian Süss (GER) L 1-4 7-11, 11-4, 8-11, 8-11, 8-11 | Utslagen             | Utslagen             | Utslagen             | Utslagen             | Utslagen             |

- Singel, damer

| Idrottare      | Gren   | Grundomgång          | Omgång 1                                                    | Omgång 2                                                               | Omgång 3                                            | Omgång 4             | Kvartsfinal          | Semifinal            | Final                |
| Idrottare      | Gren   | Motståndare Resultat | Motståndare Resultat                                        | Motståndare Resultat                                                   | Motståndare Resultat                                | Motståndare Resultat | Motståndare Resultat | Motståndare Resultat | Motståndare Resultat |
| -------------- | ------ | -------------------- | ----------------------------------------------------------- | ---------------------------------------------------------------------- | --------------------------------------------------- | -------------------- | -------------------- | -------------------- | -------------------- |
| Georgina Póta  | Singel |                      |                                                             | Dana Hadačová (CZE) W 4-3 11-3, 8-11, 11-6, 12-14, 4-11, 12-10, 12-10  | Wang Nan (CHN) L 0-4 6-11, 7-11, 6-11, 2-11         | Utslagen             | Utslagen             | Utslagen             | Utslagen             |
| Petra Lovas    | Singel |                      | Eva Ódorová (SVK) L 2-4 9-11, 6-11, 4-11, 11-8, 11-9, 10-12 | Utslagen                                                               | Utslagen                                            | Utslagen             | Utslagen             | Utslagen             | Utslagen             |
| Krisztina Tóth | Singel |                      |                                                             | Rūta Paškauskienė (LTU) W 4-3 8-11, 11-5, 11-8, 11-6, 4-11, 6-11, 11-3 | Wang Chen (USA) L 1-4 7-11, 7-11, 6-11, 13-11, 2-11 | Utslagen             | Utslagen             | Utslagen             | Utslagen             |

## Boxning
- Huvudartikel: Boxning vid olympiska sommarspelen 2008

| Tävlande        | Viktklass       | Sextondelsfinal        | Åttondelsfinal        | Kvartsfinal           | Semifinal            | Final                |
| Tävlande        | Viktklass       | Motståndare Resultat   | Motståndare Resultat  | Motståndare Resultat  | Motståndare Resultat | Motståndare Resultat |
| --------------- | --------------- | ---------------------- | --------------------- | --------------------- | -------------------- | -------------------- |
| Pál Bedák       | Lätt flugvikt   | Zjakypov (KAZ) } L 6-7 | Gick inte vidare      | Gick inte vidare      | Gick inte vidare     | Gick inte vidare     |
| Norbert Kalucza | Flugvikt        |                        | Arroyo (PUR) L 6-14   | Gick inte vidare      | Gick inte vidare     | Gick inte vidare     |
| Miklós Varga    | Lättvikt        | Aksjalov (KAZ) L 3-12  | Gick inte vidare      | Gick inte vidare      | Gick inte vidare     | Gick inte vidare     |
| Gyula Káté      | Lätt weltervikt | Joyce (IRL) L 5-9      | Gick inte vidare      | Gick inte vidare      | Gick inte vidare     | Gick inte vidare     |
| Imre Szellő     | Lätt tungvikt   |                        | González (VEN) W RSCH | Jeffries (GBR) L 2-10 | Gick inte vidare     | Gick inte vidare     |

## Brottning
- Huvudartikel: Brottning vid olympiska sommarspelen 2008

| István Veréb       | Fristil, weltervikt            | Ben Askren (USA) L 2-0, 0-4       | Gick inte vidare                          | Gick inte vidare                          | Gick inte vidare                         | Gick inte vidare              | Gick inte vidare | Gick inte vidare                        |                  |                  |                  |                  |
| Gergely Kiss       | Fristil, tungvikt              | Nicolai Ceban (MDA) W 5-3, 5-0    | Kurban Kurbanov (UZB) L 1-1, 0-3, 4-5     | Gick inte vidare                          | Gick inte vidare                         | Gick inte vidare              | Gick inte vidare | Gick inte vidare                        |                  |                  |                  |                  |
| Ottó Aubéli        | Fristil, supertungvikt         |                                   | Florian Skilang Temengil (PLW) W 4-0, 7-1 | David Musuľbes (SVK) L 1-2, 0-2           | Gick inte vidare                         | Gick inte vidare              | Gick inte vidare | Gick inte vidare                        |                  |                  |                  |                  |
| Marianna Sastin    | Fristil, mellanvikt            |                                   | Martine Dugrenier (CAN) L 0-2, 0-6        | Gick inte vidare                          | Gick inte vidare                         | Gick inte vidare              | Gick inte vidare | Gick inte vidare                        | Gick inte vidare |                  |                  |                  |
| Tamás Lőrincz      | Grekisk-romersk, lättvikt      | Arman Adikyan (ARM) W 2-2, 2-1    | Steeve Guénot (FRA) L 2-0, 1-1, 1-1       | Gick inte vidare                          | Gick inte vidare                         | Alain Milian (CUB) L 1-1, 1-1 | Gick inte vidare | Gick inte vidare                        | Gick inte vidare | Gick inte vidare | Gick inte vidare | Gick inte vidare |
| Péter Bácsi        | Grekisk-romersk, weltervikt    | TC Dantzler (USA) W 5-1, 2-2, 3-0 | Arsen Julfalakyan (ARM) W 3-1, 4-4, 1-1   | Varteres Samurgasjev (RUS) W 2-2, 4-1     | Manutjar Kvirkelia (GEO) L 1-2, 5-2, 0-3 |                               |                  | Christophe Guenot (FRA) L 1-3, 4-0, 2-4 |                  |                  |                  |                  |
| Zoltán Fodor       | Grekisk-romersk, mellanvikt    |                                   | Ma Sanyi (CHN) W 2-0, 2-1                 | Shalva Gadabadze (AZE) W 1-1, 3-0, 1-1    | Nazmi Avluca (TUR) W 2-1, 1-1            |                               |                  | Andrea Minguzzi (ITA) L 1-1, 1-1, 0-4   |                  |                  |                  |                  |
| Lajos Virág        | Grekisk-romersk, tungvikt      |                                   | Adam Wheeler (USA) L 1-1, 1-1, 1-1        | Gick inte vidare                          | Gick inte vidare                         | Gick inte vidare              | Gick inte vidare | Gick inte vidare                        | Gick inte vidare |                  |                  |                  |
| Mihály Deák-Bárdos | Grekisk-romersk, supertungvikt |                                   | Ari Taub (CAN) W 2-1, 4-1                 | Yannick Szczepaniak (FRA) L 1-1, 2-0, 1-1 | Gick inte vidare                         | Gick inte vidare              | Gick inte vidare | Gick inte vidare                        | Gick inte vidare | Gick inte vidare |                  |                  |

## Cykling
- Huvudartikel: Cykling vid olympiska sommarspelen 2008

### BMX
Herrar
| Cyklist         | Gren | Seedning | Seedning  | Kvartsfinal                      | Kvartsfinal | Kvartsfinal | Semifinal        | Semifinal        | Semifinal        | Final            | Final |
| Cyklist         | Gren | Tid      | Placering | Plats (Tid)                      | Totalt      | Placering   | Tid              | Placering        | Tid              | Placering        |       |
| --------------- | ---- | -------- | --------- | -------------------------------- | ----------- | ----------- | ---------------- | ---------------- | ---------------- | ---------------- | ----- |
| Vilmos Radasics | BMX  | 38.830   | 31st      | 6 (38.725) 8 (39.220) 4 (39.276) | 18          | 6:a         | Gick inte vidare | Gick inte vidare | Gick inte vidare | Gick inte vidare |       |

Damer
| Cyklist    | Gren | Seedning | Seedning  | Semifinal                        | Semifinal | Semifinal | Final            | Final            |
| Cyklist    | Gren | Tid      | Placering | Plats (tid)                      | Totalt    | Placering | Tid              | Placering        |
| ---------- | ---- | -------- | --------- | -------------------------------- | --------- | --------- | ---------------- | ---------------- |
| Anikó Hódi | BMX  | 41.772   | 15th      | 6 (44.021) 5 (41.867) 7 (40.169) | 18        | 6:a       | Gick inte vidare | Gick inte vidare |

### Mountainbike
Herrar
| Cyklist      | Gren         | Tid      | Placering |
| ------------ | ------------ | -------- | --------- |
| András Parti | Mountainbike | 2:06.000 | 23:a      |

### Landsväg
Herrar
| Cyklist        | Gren      | Tid                | Placering |
| -------------- | --------- | ------------------ | --------- |
| László Bodrogi | Linjelopp | DNF                | DNF       |
| László Bodrogi | Tempolopp | 1h 7' 27 (+5:16)   | 27:a      |
| Péter Kusztor  | Linjelopp | 6h 35' 44 (+11:55) | 66:a      |

## Friidrott
- Huvudartikel: Friidrott vid olympiska sommarspelen 2008

Förkortningar
- Noteringar – Placeringarna avser endast löparens eget heat
- Q = Kvalificerad till nästa omgång
- q = Kvalificerade sig till nästa omgång som den snabbaste idrottaren eller, i fältgrenarna, via placering utan att uppnå kvalgränsen.
- NR = Nationellt rekord
- N/A = Omgången ingick inte i grenen
- Bye = Idrottaren behövde inte delta i denna omgång

Herrar
Bana och landsväg
| Idrottare     | Gren       | Heat     | Heat      | Kvartsfinal | Kvartsfinal | Semifinal        | Semifinal        | Final            | Final            |
| Idrottare     | Gren       | Resultat | Placering | Resultat    | Placering   | Resultat         | Placering        | Resultat         | Placering        |
| ------------- | ---------- | -------- | --------- | ----------- | ----------- | ---------------- | ---------------- | ---------------- | ---------------- |
| Zoltán Czukor | 50 km gång | i.u.     | i.u.      | i.u.        | i.u.        | i.u.             | i.u.             | 4:20:07          | 46               |
| Dániel Kiss   | 110 m häck | 13.61    | 3 Q       | 13.63       | 5           | Gick inte vidare | Gick inte vidare | Gick inte vidare | Gick inte vidare |

Fältgrenar
| Idrottare      | Gren           | Kval    | Kval      | Final            | Final            |
| Idrottare      | Gren           | Distans | Placering | Distans          | Placering        |
| -------------- | -------------- | ------- | --------- | ---------------- | ---------------- |
| Róbert Fazekas | Diskuskastning | 62.64   | 11 q      | 63.43            | 8                |
| Zoltán Kővágó  | Diskuskastning | 60.79   | 21        | Gick inte vidare | Gick inte vidare |
| Lajos Kürthy   | Kulstötning    | 18.74   | 34        | Gick inte vidare | Gick inte vidare |
| Gábor Máté     | Diskuskastning | 62.44   | 13        | Gick inte vidare | Gick inte vidare |
| Csongor Olteán | Spjutkastning  | NM      | –         | Gick inte vidare | Gick inte vidare |
| Krisztián Pars | Släggkastning  | 80.27   | 1 Q       | 80.96            | 4                |

Kombinerade grenar – Tiokamp
| Idrottare        | Gren     | 100 m | LJ | SP  | HJ | 400 m | 110H | DT | PV | JT | 1500 m | Final | Placering |
| ---------------- | -------- | ----- | -- | --- | -- | ----- | ---- | -- | -- | -- | ------ | ----- | --------- |
| Attila Zsivóczky | Resultat | 11.86 | NM | DNS | –  | –     | –    | –  | –  | –  | –      | DNF   | DNF       |
| Attila Zsivóczky | Poäng    | 679   | 0  | 0   | –  | –     | –    | –  | –  | –  | –      | DNF   | DNF       |

Damer
Bana & landsväg
| Idrottare       | Gren       | Heat     | Heat      | Semifinal        | Semifinal        | Final            | Final            |
| Idrottare       | Gren       | Resultat | Placering | Resultat         | Placering        | Resultat         | Placering        |
| --------------- | ---------- | -------- | --------- | ---------------- | ---------------- | ---------------- | ---------------- |
| Edina Füsti     | 20 km gång | i.u.     | i.u.      | i.u.             | i.u.             | 1:37:03          | 39               |
| Anikó Kálovics  | 10 000 m   | i.u.     | i.u.      | i.u.             | i.u.             | 32:24.83         | 22               |
| Krisztina Papp  | 5 000 m    | 16:08.86 | 13        | i.u.             | i.u.             | Gick inte vidare | Gick inte vidare |
| Barbara Petráhn | 400 m      | 53.06    | 4         | Gick inte vidare | Gick inte vidare | Gick inte vidare | Gick inte vidare |
| Beáta Rakonczai | Maraton    | i.u.     | i.u.      | i.u.             | i.u.             | DNF              | DNF              |
| Petra Teveli    | Maraton    | i.u.     | i.u.      | i.u.             | i.u.             | 2:48:32          | 65               |
| Edit Vári       | 100 m häck | 13.59    | 8         | Gick inte vidare | Gick inte vidare | Gick inte vidare | Gick inte vidare |

Fältgrenar
| Idrottare        | Gren          | Kval  | Kval      | Final            | Final            |
| Idrottare        | Gren          | Längd | Placering | Längd            | Placering        |
| ---------------- | ------------- | ----- | --------- | ---------------- | ---------------- |
| Krisztina Molnár | Stavhopp      | 4.15  | 26        | Gick inte vidare | Gick inte vidare |
| Éva Orbán        | Släggkastning | 65.41 | 34        | Gick inte vidare | Gick inte vidare |
| Nikolett Szabó   | Spjutkastning | 57.15 | 22        | Gick inte vidare | Gick inte vidare |

Kombinerade grenar – Sjukamp
| Mångkampare    | Gren     | 100H  | HJ   | SP    | 200 m | LJ   | JT    | 800 m   | Final | Placering |
| -------------- | -------- | ----- | ---- | ----- | ----- | ---- | ----- | ------- | ----- | --------- |
| Györgyi Farkas | Resultat | 14.66 | 1.74 | 12.06 | 26.10 | 6.09 | 43.45 | 2:14.05 | 5760  | 28*       |
| Györgyi Farkas | Poäng    | 887   | 903  | 665   | 788   | 877  | 734   | 906     | 5760  | 28*       |

## Fäktning
- Huvudartikel: Fäktning vid olympiska sommarspelen 2008

Herrar
| Idrottare                                             | Gren                | Omgång 1          | Sextondelsfinal       | Åttondelsfinal            | Kvartsfinal              | Semifinal                                | Final / BM                        | Final / BM       |
| Idrottare                                             | Gren                | Motståndare Poäng | Motståndare Poäng     | Motståndare Poäng         | Motståndare Poäng        | Motståndare Poäng                        | Motståndare Poäng                 | Placering        |
| ----------------------------------------------------- | ------------------- | ----------------- | --------------------- | ------------------------- | ------------------------ | ---------------------------------------- | --------------------------------- | ---------------- |
| Gábor Boczkó                                          | Värja, individuellt | BYE               | Rota (ITA) W 11–10    | Fernández (VEN) W 15–9    | Zawrotniak (POL) W 15–12 | Jeannet (FRA) L 12–15                    | Abajo (ESP) L 7–8                 | 4                |
| Géza Imre                                             | Värja, individuellt | BYE               | Kim S-G (KOR) W 15–14 | Confalonieri (ITA) L 9–15 | Gick inte vidare         | Gick inte vidare                         | Gick inte vidare                  | Gick inte vidare |
| Krisztián Kulcsár                                     | Värja, individuellt | BYE               | Yin Lc (CHN) L 9–15   | Gick inte vidare          | Gick inte vidare         | Gick inte vidare                         | Gick inte vidare                  | Gick inte vidare |
| Gábor Boczkó Géza Imre Iván Kovács Krisztián Kulcsár  | Värja, lag          | i.u.              | i.u.                  | i.u.                      | Kina L 43–45             | Klassificeringssemifinal Ukraina W 41–29 | 5:e plats-final Venezuela W 40–25 | 5                |
| Tamás Decsi                                           | Sabel, individuellt | BYE               | Szilágyi (HUN) L 9–15 | Gick inte vidare          | Gick inte vidare         | Gick inte vidare                         | Gick inte vidare                  | Gick inte vidare |
| Zsolt Nemcsik                                         | Sabel, individuellt | BYE               | Zhou Hm (CHN) L 13–15 | Gick inte vidare          | Gick inte vidare         | Gick inte vidare                         | Gick inte vidare                  | Gick inte vidare |
| Áron Szilágyi                                         | Sabel, individuellt | BYE               | Decsi (HUN) W 15–9    | Smart (USA) L 10–15       | Gick inte vidare         | Gick inte vidare                         | Gick inte vidare                  | Gick inte vidare |
| Tamás Decsi Balázs Lontay Zsolt Nemcsik Áron Szilágyi | Sabel, lag          | i.u.              | i.u.                  | i.u.                      | USA L 44–45              | Klassificeringssemifinal Kina L 38–45    | 7:e plats-final Egypten W 45–25   | 7                |

Damer
| Idrottare                                                | Gren                  | Omgång 1          | Sextondelsfinal         | Åttondelsfinal        | Kvartsfinal             | Semifinal            | Final / BM         | Final / BM       |
| Idrottare                                                | Gren                  | Motståndare Poäng | Motståndare Poäng       | Motståndare Poäng     | Motståndare Poäng       | Motståndare Poäng    | Motståndare Poäng  | Placering        |
| -------------------------------------------------------- | --------------------- | ----------------- | ----------------------- | --------------------- | ----------------------- | -------------------- | ------------------ | ---------------- |
| Ildikó Mincza-Nébald                                     | Värja, individuellt   | i.u.              | Yeung C L (HKG) W 15–11 | Schalm (CAN) W 15–13  | Duplitzer (GER) W 15–11 | Brânză (ROU) L 14–15 | Li N (CHN) W 15–11 | 3                |
| Emese Szász                                              | Värja, individuellt   | i.u.              | Bentaleb (ALG) W 15–4   | Sjutova (RUS) L 12–15 | Gick inte vidare        | Gick inte vidare     | Gick inte vidare   | Gick inte vidare |
| Edina Knapek                                             | Florett, individuellt | BYE               | Sun C (CHN) W 15–13     | Su Ww (CHN) W 15–10   | Vezzali (ITA) L 3–15    | Gick inte vidare     | Gick inte vidare   | Gick inte vidare |
| Aida Mohamed                                             | Florett, individuellt | BYE               | Luan (CAN) W 15–7       | Lamonova (RUS) L 5–15 | Gick inte vidare        | Gick inte vidare     | Gick inte vidare   | Gick inte vidare |
| Gabriella Varga                                          | Florett, individuellt | BYE               | González (VEN) W 2–15   | Nam H-H (KOR) L 4–15  | Gick inte vidare        | Gick inte vidare     | Gick inte vidare   | Gick inte vidare |
| Edina Knapek Aida Mohamed Virgine Ujlaky Gabriella Varga | Florett, lag          | i.u.              | i.u.                    | i.u.                  | Tyskland W 35–31        | USA L 33–35          | Italien L 23–32    | 4                |
| Orsolya Nagy                                             | Sabel, individuellt   | BYE               | Touya (FRA) W 15–13     | Ward (USA) L 5–15     | Gick inte vidare        | Gick inte vidare     | Gick inte vidare   | Gick inte vidare |

## Gymnastik
- Huvudartikel: Gymnastik vid olympiska sommarspelen 2008

### Artistisk gymnastik
Herrar
| Gymnast    | Gren       | Kval    | Kval    | Kval    | Kval    | Kval    | Kval    | Kval   | Kval      | Final            | Final            | Final            | Final            | Final            | Final            | Final            | Final            |
| Gymnast    | Gren       | Redskap | Redskap | Redskap | Redskap | Redskap | Redskap | Totalt | Placering | Redskap          | Redskap          | Redskap          | Redskap          | Redskap          | Redskap          | Totalt           | Placering        |
| Gymnast    | Gren       | F       | PH      | R       | V       | PB      | HB      | Totalt | Placering | F                | PH               | R                | V                | PB               | HB               | Totalt           | Placering        |
| ---------- | ---------- | ------- | ------- | ------- | ------- | ------- | ------- | ------ | --------- | ---------------- | ---------------- | ---------------- | ---------------- | ---------------- | ---------------- | ---------------- | ---------------- |
| Róbert Gál | Fristående | 13.425  | i.u.    | i.u.    | i.u.    | i.u.    | i.u.    | 13.425 | 74        | Gick inte vidare | Gick inte vidare | Gick inte vidare | Gick inte vidare | Gick inte vidare | Gick inte vidare | Gick inte vidare | Gick inte vidare |
| Róbert Gál | Bygelhäst  | i.u.    | 13.225  | i.u.    | i.u.    | i.u.    | i.u.    | 13.225 | 65        | Gick inte vidare | Gick inte vidare | Gick inte vidare | Gick inte vidare | Gick inte vidare | Gick inte vidare | Gick inte vidare | Gick inte vidare |
| Róbert Gál | Barr       | i.u.    | i.u.    | i.u.    | i.u.    | 12.900  | i.u.    | 12.900 | 74        | Gick inte vidare | Gick inte vidare | Gick inte vidare | Gick inte vidare | Gick inte vidare | Gick inte vidare | Gick inte vidare | Gick inte vidare |

Damer
| Gymnast        | Gren     | Kval    | Kval    | Kval    | Kval    | Kval   | Kval      | Final            | Final            | Final            | Final            | Final            | Final            |
| Gymnast        | Gren     | Redskap | Redskap | Redskap | Redskap | Totalt | Placering | Redskap          | Redskap          | Redskap          | Redskap          | Totalt           | Placering        |
| Gymnast        | Gren     | F       | V       | UB      | BB      | Totalt | Placering | F                | V                | UB               | BB               | Totalt           | Placering        |
| -------------- | -------- | ------- | ------- | ------- | ------- | ------ | --------- | ---------------- | ---------------- | ---------------- | ---------------- | ---------------- | ---------------- |
| Dorina Böczögő | Mångkamp | 13.200  | 13.375  | 13.950  | 13.925  | 54.450 | 52        | Gick inte vidare | Gick inte vidare | Gick inte vidare | Gick inte vidare | Gick inte vidare | Gick inte vidare |

## Handboll
- Huvudartikel: Handboll vid olympiska sommarspelen 2008

Damer
| Nr | Pos. | Namn                 | Födelsedatum (ålder)      | Klubb                 |
| -- | ---- | -------------------- | ------------------------- | --------------------- |
| 2  | MB   | Bernadett Ferling    | 13 juli 1977 (31 år)      | Dunaferr SE           |
| 6  | VY   | Orsolya Vérten       | 22 juli 1982 (26 år)      | Győri Audi ETO KC     |
| 10 | MB   | Krisztina Pigniczki  | 18 september 1975 (32 år) | Dunaferr SE           |
| 12 | MV   | Orsolya Herr         | 23 november 1984 (23 år)  | Győri Audi ETO KC     |
| 13 | MB   | Anita Görbicz        | 13 maj 1983 (25 år)       | Győri Audi ETO KC     |
| 16 | MV   | Katalin Pálinger     | 6 december 1978 (29 år)   | Győri Audi ETO KC     |
| 17 | VB   | Tímea Tóth           | 16 september 1980 (27 år) | Hypo Niederösterreich |
| 18 | P    | Piroska Szamoránszky | 9 juli 1986 (22 år)       | Budapest Bank-FTC     |
| 22 | HY   | Bernadett Bódi       | 9 mars 1986 (22 år)       | Randers HK            |
| 23 | VB   | Gabriella Szűcs      | 31 augusti 1984 (23 år)   | DVSC-Aquaticum        |
| 26 | P    | Rita Borbás          | 21 december 1980 (27 år)  | CS Oltchim Vâlcea     |
| 31 | HB   | Ágnes Hornyák        | 2 september 1982 (25 år)  | Győri Audi ETO KC     |
| 83 | HY   | Mónika Kovacsicz     | 20 november 1983 (24 år)  | Viborg HK             |
| 87 | VB   | Zsuzsanna Tomori     | 18 juni 1987 (21 år)      | Győri Audi ETO KC     |

Gruppspel
| Nr | Land      | SM | V | O | F | GM  | IM  | MS  | Poäng |
| -- | --------- | -- | - | - | - | --- | --- | --- | ----- |
| 1  | Ryssland  | 5  | 4 | 1 | 0 | 148 | 125 | +23 | 9     |
| 2  | Sydkorea  | 5  | 3 | 1 | 1 | 155 | 127 | +28 | 7     |
| 3  | Ungern    | 5  | 2 | 1 | 2 | 129 | 142 | -13 | 5     |
| 4  | Sverige   | 5  | 2 | 0 | 3 | 123 | 137 | -14 | 4     |
| 5  | Brasilien | 5  | 1 | 1 | 2 | 124 | 137 | -13 | 3     |
| 6  | Tyskland  | 5  | 1 | 0 | 4 | 123 | 134 | -11 | 2     |

Slutspel
|  | Kvartsfinal | Kvartsfinal | Kvartsfinal |       |               | Semifinal | Semifinal | Semifinal |            |            | Final      | Final      | Final |
|  |             |             |             |       |               |           |           |           |            |            |            |            |       |
|  | A2          | Rumänien    | 30          |       |               |           |           |           |            |            |            |            |       |
|  | B3          | Ungern      | 34          |       |               |           |           |           |            |            |            |            |       |
|  | B3          | Ungern      | 34          |       | B3            | Ungern    | 20        |           |            |            |            |            |       |
|  |             |             |             |       | B3            | Ungern    | 20        |           |            |            |            |            |       |
|  |             | B1          | Ryssland    | 22    |               |           |           |           |            |            |            |            |       |
|  | B1          | B1          | Ryssland    | 22    | Ryssland(2ÖT) | 32        |           |           |            |            |            |            |       |
|  | B1          |             |             |       | Ryssland(2ÖT) | 32        |           |           |            |            |            |            |       |
|  | A4          | Frankrike   | 31          |       |               |           |           |           |            |            |            |            |       |
|  |             |             |             |       |               |           |           |           |            |            | B1         | Ryssland   | 27    |
|  |             |             | A1          | Norge | 34            |           |           |           |            |            |            |            |       |
|  | B2          | Sydkorea    | 31          |       |               |           |           |           |            |            |            |            |       |
|  | A3          | Kina        | 23          |       |               |           |           |           |            |            |            |            |       |
|  | A3          | Kina        | 23          |       | B2            | Sydkorea  | 28        |           | Bronsmatch | Bronsmatch | Bronsmatch | Bronsmatch |       |
|  |             |             |             |       | B2            | Sydkorea  | 28        |           | Bronsmatch | Bronsmatch | Bronsmatch | Bronsmatch |       |
|  |             | A1          | Norge       | 29    |               |           |           |           |            |            |            |            |       |
|  | A1          | A1          | Norge       | 29    | Norge         | 31        |           | B3        | Ungern     | 28         |            |            |       |
|  | A1          |             |             |       | Norge         | 31        |           | B3        | Ungern     | 28         |            |            |       |
|  | B4          | Sverige     | 24          |       |               |           |           |           |            |            | B2         | Sydkorea   | 33    |

## Judo
Herrar
| Idrottare      | Gren                    | Inledande omgång             | Sextondelsfinal                | Åttondelsfinal             | Kvartsfinal                 | Semifinal            | Återkval 1           | Återkval 2              | Återkval 3                   | Final / BM           | Final / BM       |
| Idrottare      | Gren                    | Motståndare Resultat         | Motståndare Resultat           | Motståndare Resultat       | Motståndare Resultat        | Motståndare Resultat | Motståndare Resultat | Motståndare Resultat    | Motståndare Resultat         | Motståndare Resultat | Placering        |
| -------------- | ----------------------- | ---------------------------- | ------------------------------ | -------------------------- | --------------------------- | -------------------- | -------------------- | ----------------------- | ---------------------------- | -------------------- | ---------------- |
| Miklós Ungvári | Halv lättvikt (-66 kg)  | Ritubilige (CHN) W 0011–0001 | Kedelashvili (GEO) W 1000–0000 | Gadanov (RUS) L 0002–0011  | Gick inte vidare            | Gick inte vidare     | Gick inte vidare     | Gick inte vidare        | Gick inte vidare             | Gick inte vidare     | Gick inte vidare |
| Dániel Hadfi   | Halv tungvikt (-100 kg) | i.u.                         | Ben Saleh (LBA) W 1001–0001    | Moussima (CMR) W 1002–0010 | Zjitkejev (KAZ) L 0100–1111 | Gick inte vidare     | BYE                  | Mekić (BIH) W 1001–0011 | Matyjaszek (POL) L 0010–0011 | Gick inte vidare     | Gick inte vidare |
| Barna Bor      | Tungvikt (+100 kg)      | BYE                          | El Shehaby (EGY) L 0010–0120   | Gick inte vidare           | Gick inte vidare            | Gick inte vidare     | Gick inte vidare     | Gick inte vidare        | Gick inte vidare             | Gick inte vidare     | Gick inte vidare |

Damer
| Idrottare        | Gren                    | Sextondelsfinal           | Åttondelsfinal            | Kvartsfinal            | Semifinal            | Återkval 1           | Återkval 2                | Återkval 3               | Final / BM           | Final / BM       |
| Idrottare        | Gren                    | Motståndare Resultat      | Motståndare Resultat      | Motståndare Resultat   | Motståndare Resultat | Motståndare Resultat | Motståndare Resultat      | Motståndare Resultat     | Motståndare Resultat | Placering        |
| ---------------- | ----------------------- | ------------------------- | ------------------------- | ---------------------- | -------------------- | -------------------- | ------------------------- | ------------------------ | -------------------- | ---------------- |
| Éva Csernoviczki | Extra lättvikt (-48 kg) | Menezes (BRA) W 1000–0000 | Dumitru (ROU) L 0010–0101 | Gick inte vidare       | Gick inte vidare     | BYE                  | Kim Y-R (KOR) W 0001–0000 | Pareto (ARG) L 0001–0110 | Gick inte vidare     | Gick inte vidare |
| Bernadett Baczkó | Lättvikt (-57 kg)       | BYE                       | Pekli (AUS) L 0100–0101   | Gick inte vidare       | Gick inte vidare     | BYE                  | Jelassi (TUN) W 1011–0000 | Harel (FRA) L 0010–0110  | Gick inte vidare     | Gick inte vidare |
| Anett Mészáros   | Mellanvikt (-70 kg)     | BYE                       | Kuzina (RUS) W 0010–0002  | Ueno (JPN) L 0000–0200 | Gick inte vidare     | BYE                  | Wang J (CHN) W 1010–0000  | Rousey (USA) L 0000–1010 | Gick inte vidare     | Gick inte vidare |

## Kanotsport
Sprint
| Kanotist                                                 | Gren                 | Heat     | Heat      | Semifinal | Semifinal | Final            | Final            |
| Kanotist                                                 | Gren                 | Tid      | Placering | Tid       | Placering | Tid              | Placering        |
| -------------------------------------------------------- | -------------------- | -------- | --------- | --------- | --------- | ---------------- | ---------------- |
| Katalin Kovács                                           | Damernas K-1 500 m   | 1:49.424 | 1 QF      | BYE       | BYE       | 1:51.139         | 4                |
| Nataša Janić Katalin Kovács                              | Damernas K-2 500 m   | 1:42.162 | 1 QF      | BYE       | BYE       | 1:41.308         | 1                |
| Nataša Janić Katalin Kovács Danuta Kozák Gabriella Szabó | Damernas K-4 500 m   | 1:34.321 | 1 QF      | BYE       | BYE       | 1:32.971         | 2                |
| Zoltán Benkő                                             | Herrarnas K-1 1000 m | 3:29.542 | 2 QS      | 3:34.473  | 3 Q       | 3:32.120         | 9                |
| Ákos Vereckei                                            | Herrarnas K-1 500 m  | 1:36.099 | 1 QS      | 1:42.155  | 3 Q       | 1:38.318         | 6                |
| Attila Vajda                                             | Herrarnas C-1 500 m  | 1:49.942 | 4 QS      | 1:51.029  | 1 Q       | 1:50.156         | 9                |
| Attila Vajda                                             | Herrarnas C-1 1000 m | 3:55.319 | 1 QF      | BYE       | BYE       | 3:50.467         | 1                |
| Zoltán Kammerer Gábor Kucsera                            | Herrarnas K-2 500 m  | 1:30.099 | 3 QF      | BYE       | BYE       | 1:30.285         | 4                |
| Zoltán Kammerer Gábor Kucsera                            | Herrarnas K-2 1000 m | 3:17.636 | 1 QF      | BYE       | BYE       | 3:15.049         | 4                |
| Tamás Kiss György Kozmann                                | Herrarnas C-2 1000 m | 3:46.020 | 4 QS      | 3:42.482  | 2 Q       | 3:40.258         | 3                |
| Mátyás Sáfrán Mihály Sáfrán                              | Herrarnas C-2 500 m  | 1:43.642 | 6 QS      | 1:45.032  | 8         | Gick inte vidare | Gick inte vidare |
| István Beé Gábor Bozsik Márton Sík Ákos Vereckei         | Herrarnas K-4 1000 m | 2:57.242 | 2 QF      | BYE       | BYE       | 2:59.009         | 5                |

## Modern femkamp
| Idrottare       | Gren   | Skytte (10 meter luftpistol) | Skytte (10 meter luftpistol) | Skytte (10 meter luftpistol) | Fäktning (värja) | Fäktning (värja) | Fäktning (värja) | Simning (200 m frisim) | Simning (200 m frisim) | Simning (200 m frisim) | Ridsport (hästhoppning) | Ridsport (hästhoppning) | Ridsport (hästhoppning) | Löpning (3000 m) | Löpning (3000 m) | Löpning (3000 m) | Totalpoäng | Slutresultat |
| Idrottare       | Gren   | Poäng                        | Placering                    | MF-poäng                     | Resultat         | Placering        | MF-poäng         | Tid                    | Placering              | MF-poäng               | Straff                  | Placering               | MF-poäng                | Tid              | Placering        | MF-poäng         | Totalpoäng | Slutresultat |
| --------------- | ------ | ---------------------------- | ---------------------------- | ---------------------------- | ---------------- | ---------------- | ---------------- | ---------------------- | ---------------------- | ---------------------- | ----------------------- | ----------------------- | ----------------------- | ---------------- | ---------------- | ---------------- | ---------- | ------------ |
| Gábor Balogh    | Herrar | 179                          | 20                           | 1084                         | 19–16            | 10               | 856              | 2:07,32                | 21                     | 1276                   | 348                     | 27                      | 852                     | 10:01,90         | 32               | 996              | 5064       | 26           |
| Viktor Horváth  | Herrar | 187                          | 4                            | 1180                         | 16–19            | 21               | 784              | 2:05,17                | 15                     | 1300                   | 304                     | 25                      | 896                     | 9:32,25          | 16               | 1112             | 5272       | 19           |
| Leila Gyenesei  | Damer  | 171                          | 30                           | 988                          | 13–22            | =29              | 712              | 2:13,84                | 4                      | 1316                   | 28                      | 8                       | 1172                    | 11:02,35         | 25               | 1072             | 5260       | 24           |
| Zsuzsanna Vörös | Damer  | 182                          | 12                           | 1120                         | 15–20            | =24              | 760              | 2:16,96                | =11                    | 1280                   | 124                     | 23                      | 1076                    | 11:04,30         | 26               | 1064             | 5300       | 20           |

## Rodd
Herrar
| Zsolt Hirling Tamás Varga | Lättvikts-dubbelsculler | 6:19,60 | 3 R | 6:50,48 | 4 SC/D | 6:28,84 | 1 FC | 6:23,02 | 14 |

## Segling
Herrar
| Seglare         | Gren  | Lopp | Lopp | Lopp | Lopp | Lopp | Lopp | Lopp | Lopp | Lopp | Lopp | Lopp | Summerad poäng | Finalplacering |
| Seglare         | Gren  | 1    | 2    | 3    | 4    | 5    | 6    | 7    | 8    | 9    | 10   | M*   | Summerad poäng | Finalplacering |
| --------------- | ----- | ---- | ---- | ---- | ---- | ---- | ---- | ---- | ---- | ---- | ---- | ---- | -------------- | -------------- |
| Áron Gádorfalvi | RS:X  | 15   | 19   | 16   | 12   | 24   | 26   | 10   | 9    | 18   | 13   | EL   | 162            | 19             |
| Zsombor Berecz  | Laser | 27   | 31   | 36   | 23   | 18   | 22   | 24   | 14   | 37   | CAN  | EL   | 232            | 29             |

M = Medaljlopp; EL = Eliminerad – gick inte vidare till medaljloppet;
Damer
| Seglare     | Gren | Lopp | Lopp | Lopp | Lopp | Lopp | Lopp | Lopp | Lopp | Lopp | Lopp | Lopp | Summerad poäng | Finalplacering |
| Seglare     | Gren | 1    | 2    | 3    | 4    | 5    | 6    | 7    | 8    | 9    | 10   | M*   | Summerad poäng | Finalplacering |
| ----------- | ---- | ---- | ---- | ---- | ---- | ---- | ---- | ---- | ---- | ---- | ---- | ---- | -------------- | -------------- |
| Diána Detre | RS:X | 22   | 20   | 19   | 21   | 22   | 25   | 26   | 20   | 17   | 19   | EL   | 211            | 22             |

M = Medaljlopp; EL = Eliminerad – gick inte vidare till medaljloppet;

## Simning
- Huvudartikel: Simning vid olympiska sommarspelen 2008

## Simhopp
Damer
| Idrottare    | Gren | Kval   | Kval      | Semifinal        | Semifinal        | Final            | Final            |
| Idrottare    | Gren | Poäng  | Placering | Poäng            | Placering        | Poäng            | Placering        |
| ------------ | ---- | ------ | --------- | ---------------- | ---------------- | ---------------- | ---------------- |
| Nóra Barta   | 3 m  | 276,15 | 18 Q      | 318,15           | 11 Q             | 269,25           | 12               |
| Villő Kormos | 3 m  | 247,95 | 24        | Gick inte vidare | Gick inte vidare | Gick inte vidare | Gick inte vidare |

## Skytte
- Huvudartikel: Skytte vid olympiska sommarspelen 2008

## Tennis
| Spelare                | Gren      | Omgång 1                      | Omgång 2                           | Åttondelsfinaler  | Kvartsfinaler     | Semifinaler       | Final / BM        | Final / BM       |
| Spelare                | Gren      | Motståndare Poäng             | Motståndare Poäng                  | Motståndare Poäng | Motståndare Poäng | Motståndare Poäng | Motståndare Poäng | Placering        |
| ---------------------- | --------- | ----------------------------- | ---------------------------------- | ----------------- | ----------------- | ----------------- | ----------------- | ---------------- |
| Ágnes Szávay           | Damsingel | Zheng J (CHN) L 6–4, 3–6, 5–7 | Gick inte vidare                   | Gick inte vidare  | Gick inte vidare  | Gick inte vidare  | Gick inte vidare  | Gick inte vidare |
| Gréta Arn Ágnes Szávay | Damdubbel | i.u.                          | Morita / Sugiyama (JPN) L 3–6, 3–6 | Gick inte vidare  | Gick inte vidare  | Gick inte vidare  | Gick inte vidare  | Gick inte vidare |

## Triathlon
| Triathlet    | Gren                | Simning (1,5 km) | Trans 1 | Cykling (40 km) | Trans 2 | Löpning (10 km) | Total tid  | Placering |
| ------------ | ------------------- | ---------------- | ------- | --------------- | ------- | --------------- | ---------- | --------- |
| Csaba Kuttor | Herrarnas triathlon | 18:09            | 0:28    | 59:13           | 0:36    | 37:27           | 1:55:53,38 | 47        |
| Zita Szabó   | Damernas triathlon  | 20:28            | 0:30    | 1:05:58         | 0:33    | 39:17           | 2:06:46,70 | 38        |

## Tyngdlyftning
- Huvudartikel: Tyngdlyftning vid olympiska sommarspelen 2008

## Vattenpolo
- Huvudartikel: Vattenpolo vid olympiska sommarspelen 2008